# 梅錦寅之介
梅錦 寅之介（うめにしき とらのすけ、1926年5月20日 - 1977年4月22日）は、青森県北津軽郡梅沢村（現役当時、現・同郡鶴田町）出身で高嶋部屋に所属した大相撲力士。本名は鈴木 寅之助（すずき とらのすけ）。最高位は東前頭20枚目（1948年10月場所）。現役時代の体格は171cm、86kg。得意手は左四つ、突き、押し。

## 来歴
1942年に上京し、同郷の元前頭4枚目・八甲山が率いる高嶋部屋に入門。同年1月場所で初土俵を踏み、同年5月、故郷の地名（北津軽郡梅沢村）に因んだ「梅錦」の四股名で序ノ口に付いた。
以来、順調に出世し、1947年6月場所で新十両に昇進。この地位でも好成績を挙げ続け、翌年10月場所で新入幕を果たした。
体重90kgに満たない小兵であったが、左四つからの鋭い突き押しを得意とした。しかし幕内では苦戦し、1度も勝ち越せないまま、僅か2場所で十両に逆戻り。
1950年以降は病気に悩まされて休場する事が増え、翌年9月場所後に25歳の若さで廃業を表明した時には、西幕下29枚目まで番付を下げていた。
廃業後は故郷・青森に戻り、尾夫鉱山で働いた。しかし、オイルショックに伴って退職し、その後は東京ゴムに勤務したという。
1977年4月22日、病気のため50歳で逝去。

## その他
幕下に落ち、寿々木と改名後の1951年（昭和26年）1月場所2日目、松ノ音との取組で、取組中に松ノ音の前袋が外れてしまい、本来なら不浄負け（反則）として行司は軍配を寿々木に挙げるべきところを、軍配を挙げなかった。検査役からも物言いがつかず、取り直しと判定され、松ノ音の廻しを締め直させた。取り直しでは松ノ音が勝ち、寿々木が負けた。寿々木はこの判定に不満だったという。

## 主な成績・記録
- 通算成績：92勝84敗59休 勝率.523
- 幕内成績：9勝15敗 勝率.375
- 現役在位：22場所
- 幕内在位：2場所
- 各段優勝
  - 序ノ口優勝：1回（1942年5月場所）

### 場所別成績
| 1942年 （昭和17年） | （前相撲）         | 東序ノ口28枚目 優勝 8–0  | x                        |
| 1943年 （昭和18年） | 東序二段30枚目 4–4 | 東序二段18枚目 4–4       | x                        |
| 1944年 （昭和19年） | 東序二段14枚目 6–2 | 西三段目28枚目 3–2       | 東三段目8枚目 4–1        |
| 1945年 （昭和20年） | x                  | 西幕下14枚目 2–3         | 西幕下14枚目 4–1         |
| 1946年 （昭和21年） | x                  | x                        | 西幕下3枚目 4–3          |
| 1947年 （昭和22年） | x                  | 東十両14枚目 5–5         | 西十両7枚目 8–3          |
| 1948年 （昭和23年） | x                  | 東十両2枚目 7–4          | 東前頭20枚目 4–7         |
| 1949年 （昭和24年） | 西前頭21枚目 5–8   | 西十両筆頭 5–10          | 東十両5枚目 4–11         |
| 1950年 （昭和25年） | 西十両13枚目 6–9   | 東十両14枚目 休場 0–0–15 | 西幕下12枚目 0–1–14      |
| 1951年 （昭和26年） | 東幕下24枚目 9–6   | 西幕下16枚目 休場 0–0–15 | 西幕下29枚目 引退 0–0–15 |
| 各欄の数字は、「勝ち-負け-休場」を示す。 優勝 引退 休場 十両 幕下 三賞：敢=敢闘賞、殊=殊勲賞、技=技能賞 その他：★=金星 番付階級：幕内 - 十両 - 幕下 - 三段目 - 序二段 - 序ノ口 幕内序列：横綱 - 大関 - 関脇 - 小結 - 前頭（「#数字」は各位内の序列） |                    |                          |                          |

### 幕内対戦成績
| 力士名       | 勝数 | 負数 | 力士名 | 勝数 | 負数 | 力士名 | 勝数 | 負数 | 力士名 | 勝数 | 負数 |
| ------------ | ---- | ---- | ------ | ---- | ---- | ------ | ---- | ---- | ------ | ---- | ---- |
| 大内山       | 0    | 1    | 大蛇潟 | 1    | 0    | 柏戸   | 1    | 1    | 九州錦 | 1    | 0    |
| 国登         | 0    | 1    | 相模川 | 2    | 0    | 竹旺山 | 1    | 0    | 藤錦   | 0    | 2    |
| 大起(穂波山) | 0    | 1    | 若葉山 | 0    | 2    |        |      |      |        |      |      |

## 改名歴
- 梅錦 寅之助（うめにしき とらのすけ、1942年5月場所-1950年9月場所）
- 寿々木（すずき、1951年1月場所-同年9月場所）